# استیون آدام زف
استیون آدام زف (انگلیسی: Stephen Addam Zeff؛ متولد ۲۶ ژوئیه، ۱۹۳۳) یکی از مشاهیر و تاریخ سازان حسابداری جهان و پروفسور حسابداری در دانشکده جسی اچ جونز دانشکده مدیریت دانشگاه رایس، هوستون، تگزاس، ایالات متحده است. در سال ۲۰۰۲ نام او در تالار مشاهیر حسابداری (Hall of Fame) ثبت شد.

## افتخارات
- در سال ۱۹۸۸ او موفق به دریافت جایزه مدرس برجسته حسابداری از انجمن حسابداری آمریکا شد.
- در سال ۱۹۹۹ بخش بین‌المللی انجمن حسابداری آمریکا او را برای اهدا جایزه مدرس بین‌المللی حسابداری سال برگزید.
- دو بار برنده جایزه ساعت شنی از آکادمی مورخان حسابداری در سال‌های ۱۹۷۳ و ۲۰۰۱
- جایزه Basil Yamey, حسابداری، تجارت و تاریخچه مالی در سال ۲۰۰۴
- تنها عضو غیر بریتانیایی هیئت تدوین حسابداری در انگلستان
- از سال ۱۹۸۱ تا ۲۰۰۴ او تنها عضو غیر اروپایی در کمیته اجرایی انجمن حسابداری اروپا بوده‌است.
- از سال ۱۹۹۱ تا ۲۰۰۲ او مشاور بین‌المللی حسابداری مؤسسه حسابداران قسم خورده اسکاتلند بود و در سال ۲۰۰۳ او به عنوان محقق افتخاری انتخاب شد.
- در سال ۲۰۰۲ او به عنوان هفتادمین نفر نامش در تالار مشاهیر حسابداری جاودانه شد.[۲]